# Sơn Ngọc Thành
Son Ngoc Thanh (7 de diciembre de 1908 – 8 de agosto de 1977) fue un político nacionalista, nombrado ministro de asuntos exteriores en marzo de 1945, y durante unas semanas del otoño de 1945, primer ministro de Camboya.
Tras los disturbios de julio de 1945, Thanh, que había sido profesor de Pali, huyó a Japón hasta la independencia de Camboya, el 12 de marzo de 1945, cuando fue nombrado ministro de asuntos exteriores de Camboya. El 10 de agosto del mismo año, fue nombrado primer ministro. 
Aunque las fuentes difieren sobre la fecha exacta, el 15 de septiembre o en octubre de 1945, fue capturado por militares británicos y francese, y llevado a Saigón, y después a Francia.
Sentenciado a 20 años de trabajos forzosos por "amenazar la seguridad del Estado", el gobierno francés le pusieron bajo arresto domiciliario en Niza, Francia, y le repatriaron en noviembre de 1951. A su vuelta a Camboya, empezó a viajar por el país, haciendo proclamas contra los franceses hasta que, el 9 de marzo de 1952, el aniversario de su vuelta del exilio en Japón, se adentró en la selva para unirse a los Khmer Issarak, los guerrilleros establecidos por sus seguidores tras su captura y que se habían establecido contacto con los Viet Minh.